# Dole (Tanzania)
Dole è una circoscrizione rurale (rural ward) della Tanzania situata nel distretto di Magharibi, regione di Zanzibar Urbana-Ovest. Conta una popolazione di 3 933 abitanti (censimento 2012).